# Berlínský mír
Berlínský mír byla mírová smlouva podepsaná mezi státy Rakouskem a Pruskem 28. července 1742 v Berlíně. Podpis smlouvy ukončil První slezskou válku. Byla jím zároveň potvrzena předchozí smlouva podepsaná 11. června 1742 ve Vratislavi (Breslau). 
Na základě Berlínského míru muselo Rakousko podstoupit Dolní a Horní Slezsko až po řeku Opavu Prusku. Zůstalo mu tak jen vévodství těšínské a větší část Opavska. Prusko se zaručilo opustit válečnou koalici, která vznikla proti Rakousku a převzalo rakouské závazky ve Slezsku ve výši 1,7 milionů guldenů vůči Velké Británii. 
Mír byl zaručen rovněž britským králem Jiřím II.
Dělením Slezska se pruský stát najednou zvětšil o více než jednu třetinu své původní rozlohy. Stejným poměrem vzrostl také počet obyvatel a finanční příjmy. Prusko bylo odhodláno ovládnout evropské mocnosti a současně se stalo nepřítelem habsburské říše. Tento dualismus měl trvat až do německé války roku 1866. 
Zatrpklost se projevovala i mezi francouzským obyvatelstvem kvůli pruskému králi Fridrichu II., neboť s ním přišla vniveč už druhá koalice mezi oběma zeměmi. 
Berlínský mír vydržel pouze do srpna roku 1744, když Fridrich II. svým vpádem do Čech rozpoutal Druhou slezskou válku.